# Lotus E20
Lotus E20 je bolid britanske momčadi Lotus F1 Team za Svjetsko prvenstvo Formule 1 2012. Bolid nosi oznaku E20, kao obljetnica 20. šasije koja je dizajnirana u tvornici u Enstoneu. 

## Predsezona
Nakon što je do sezone 2011. momčad nosila ime Lotus Renault GP, prethodnici bolida nosi su oznake Renaulta. Uslijedilo je povlačenje Renaulta kao momčadi u Formuli 1, ali u njoj su ostali samo kao dobavljači motora.  Došlo je do preimenovanja momčadi u Lotus F1 Team, a time i novim načinom označavanja šasija bolida.  

### Reaktivni ovjes
Lotus je, uz Ferrari, bio jedina momčad koja je imala razvijen i spreman reaktivni sistem ovjesa. Reaktivni ovjes performanse je popravljao na kočenjima, onemogućivši poniranje prednjeg kraja bolida. FIA-ini tehnički delegati na kraju su zaključili da je riječ o pomičnom aerodinamičkom uređaju, kakvi su zabranjeni u Formuli 1, iako je Lotus prvo FIA-ino odobrenje dobio još u siječnju 2012.

### Predstavljanje
Lotus E20 je predstavljen 5. veljače 2012., dva dana prije početka predsezonskih testiranja. Kimi Raikkonen i Romain Grosjean otkrili Lotusovu interpretaciju FIA-inog tehničkog pravilnika za novu sezonu, te evolucija prethodnika R31.

### Testiranja
Raikkonen je prvi isprobao bolid na testiranjima u Jerezu, te prvog dana zabilježio i najbolje vrijeme. Grosjean je trećeg dana prvi put sjeo u E20, te također na kraju testnog dana zabilježio najbolje vrijeme. To je ujedno bilo i najbolje ukupno vrijeme sva 4 dana testiranja novih bolida, s obzirom na to da je ispred njega jedini s boljim vremenom bio Rosberg u svom prošlogodišnjem W02. Početak testiranja u Barceloni nije dobro krenuo za Lotus. Nakon svega sedam krugova Grosjean se vratio u boks i izjavio kako se bolid ponaša čudno. Lotus je na testiranje došao s potpuno novom šasijom, E20-2, no kasnije se otkrilo da i E20-1 šasija kojom su nastupali u Jerezu ima iste probleme. Zbog toga je momčad odlučila prekinuti testiranje i vratiti se u Enstone na riješavanje problema te se pojaviti na posljednjem testiranju u Barceloni.

## Potpuni popis rezultata u F1
(legenda) (Utrke označene debelim slovima označuju najbolju startnu poziciju) (Utrke označene kosim slovima označuju najbrži krug utrke)
| 2012. | Lotus | Renault RS27 V8-2012 | P |                 | AUS | MAL | KIN | BHR | ŠPA | MON | KAN | EUR | VBR | NJE | MAĐ | BEL | ITA | SIN | JAP | KOR | IND | ABU | SAD | BRA |
| 2012. | Lotus | Renault RS27 V8-2012 | P | Kimi Raikkonen  |     |     |     |     |     |     |     |     |     |     |     |     |     |     |     |     |     |     |     |     |
| 2012. | Lotus | Renault RS27 V8-2012 | P | Romain Grosjean |     |     |     |     |     |     |     |     |     |     |     |     |     |     |     |     |     |     |     |     |

## Vanjske poveznice
- Službena stranica Lotus F1 Teama